# St. Johannes Baptist (Warburg-Neustadt)

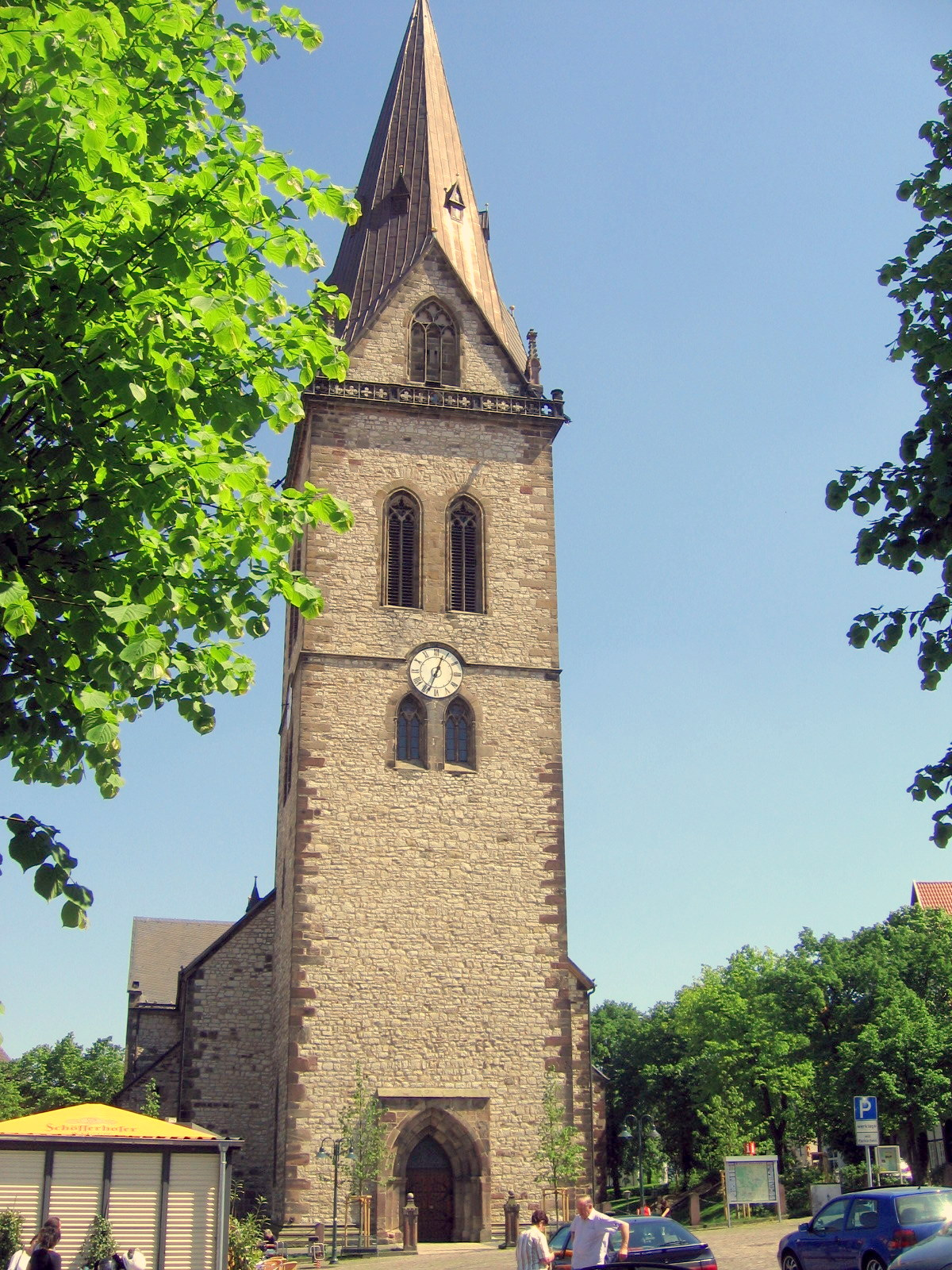
Die Neustadtkirche von Westen

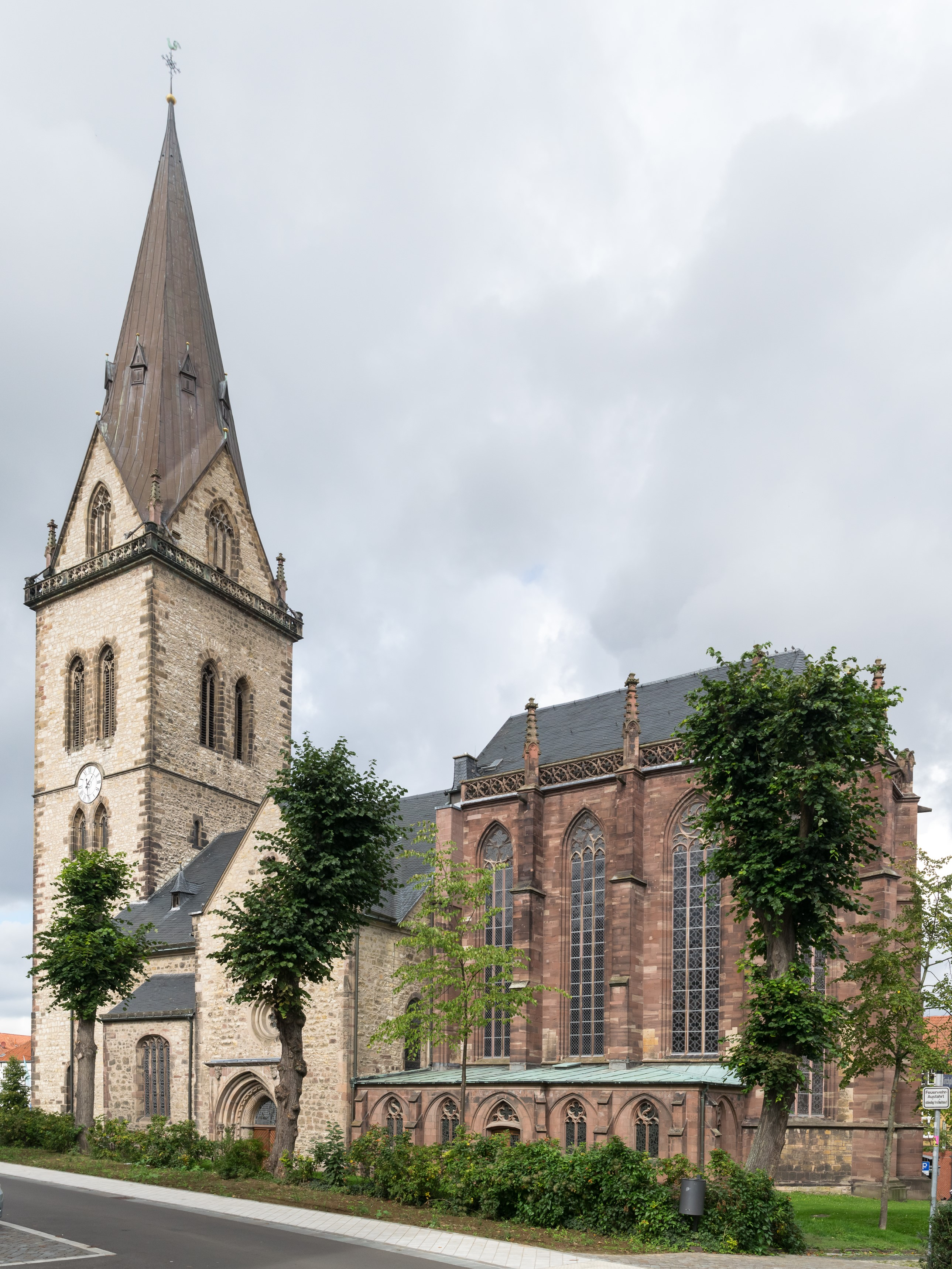
Ansicht von Südosten

St. Johannes Baptist ist eine zwischen 1228 und 1247 erbaute und Johannes dem Täufer geweihte katholische Pfarrkirche in der Warburger Neustadt, Kreis Höxter. Kirche und Gemeinde gehören zum Pastoralverbund Warburg Stadt und Land im Dekanat Höxter des Erzbistums Paderborn.

## Architektur

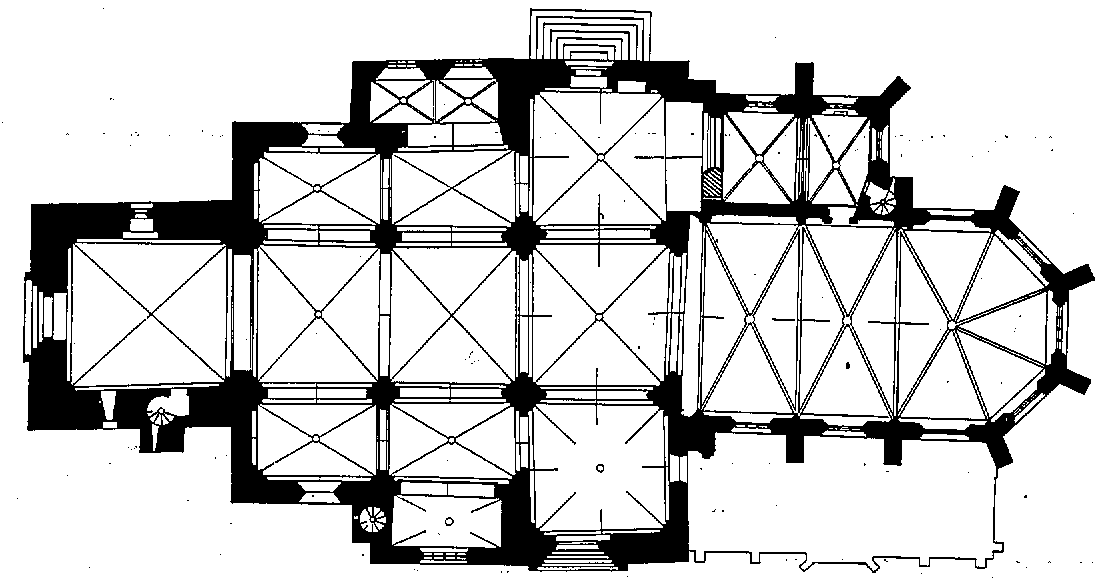
Grundriss

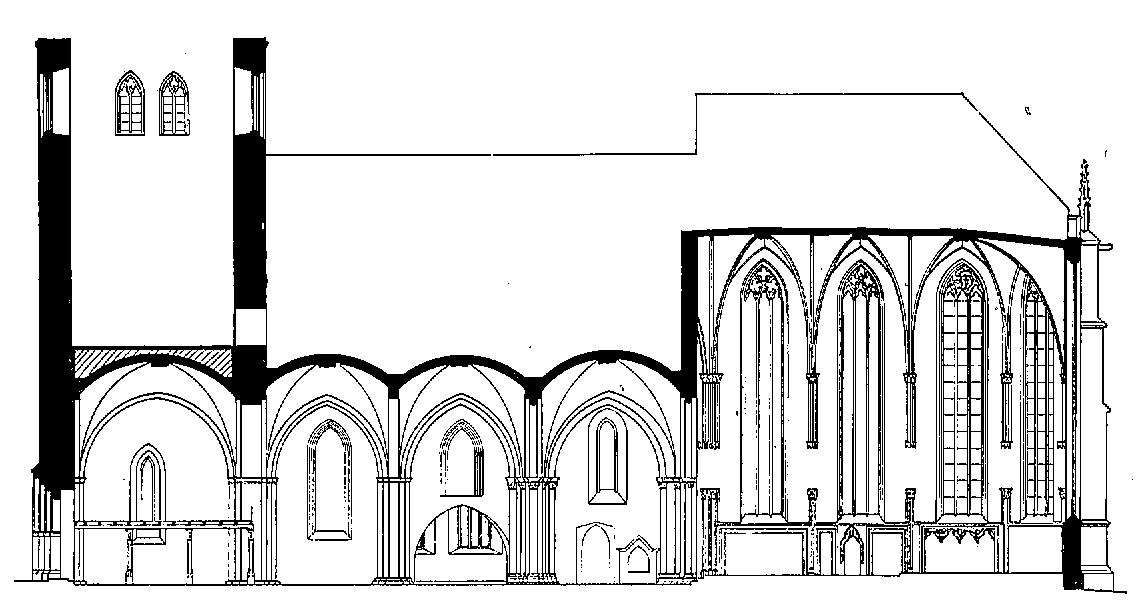
St. Johannes Baptist, Warburg-Neustadt, Schnitt

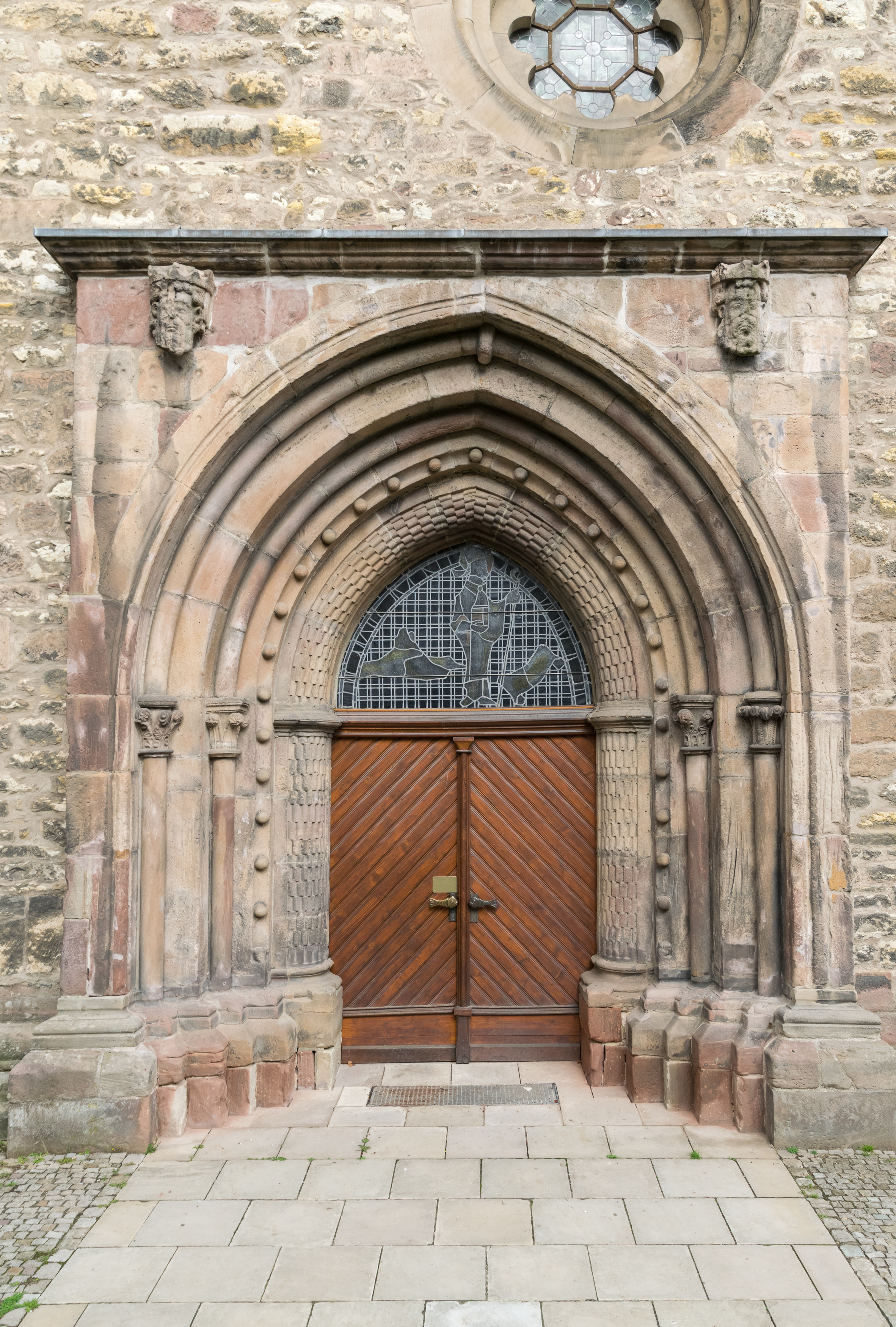
Südportal

Die Kirche steht frei in der Mitte der in der ersten Hälfte des 13. Jahrhunderts auf einem Bergrücken gegründeten Warburger Neustadt. Ihr 88 Meter hoher Turm mit seiner kupferbedeckten achtseitigen Spitze beherrscht den Markt und ist weit im Land zu sehen. Er diente als Glockenturm, Wachturm und Feuerwehrturm. Über den nach oben größer werdenden, paarig angeordneten Fenstern befindet sich ein Umgang.
Der kreuzförmige Grundriss folgt noch dem romanischen Schema einer Basilika. Einem dreischiffigen Langhaus ist eine quadratische Turmhalle im Westen vorgelagert. Die Seitenschiffe sind in den ersten beiden Jochen nur halb so breit wie das Hauptschiff. Im dritten Joch weitet es sich querschiffartig mit drei quadratischen Jochen aus. Offenbar hat es jedoch dann während der Bauphase eine Planänderung hin zur Hallenkirche gegeben, denn die Seitenschiffe bekamen fast die gleiche Höhe wie das Mittelschiff und die Pfeiler wurden als Bündelpfeiler – etwas schlichter im Westen und mehrteiliger im Osten – ausgebildet. Die Quer- und Längsgurte sind spitzbogig geschlossen, Gewölberippen fehlen. Während die Architekturelemente aus rötlichem Wesersandstein gearbeitet sind, sind die Flächen innen verputzt und außen in Kalkbruchstein gearbeitet. Wahrscheinlich hatte die Kirche ursprünglich einen östlichen Abschluss durch einen rechteckigen Chor in der Höhe des Mittelschiffes.

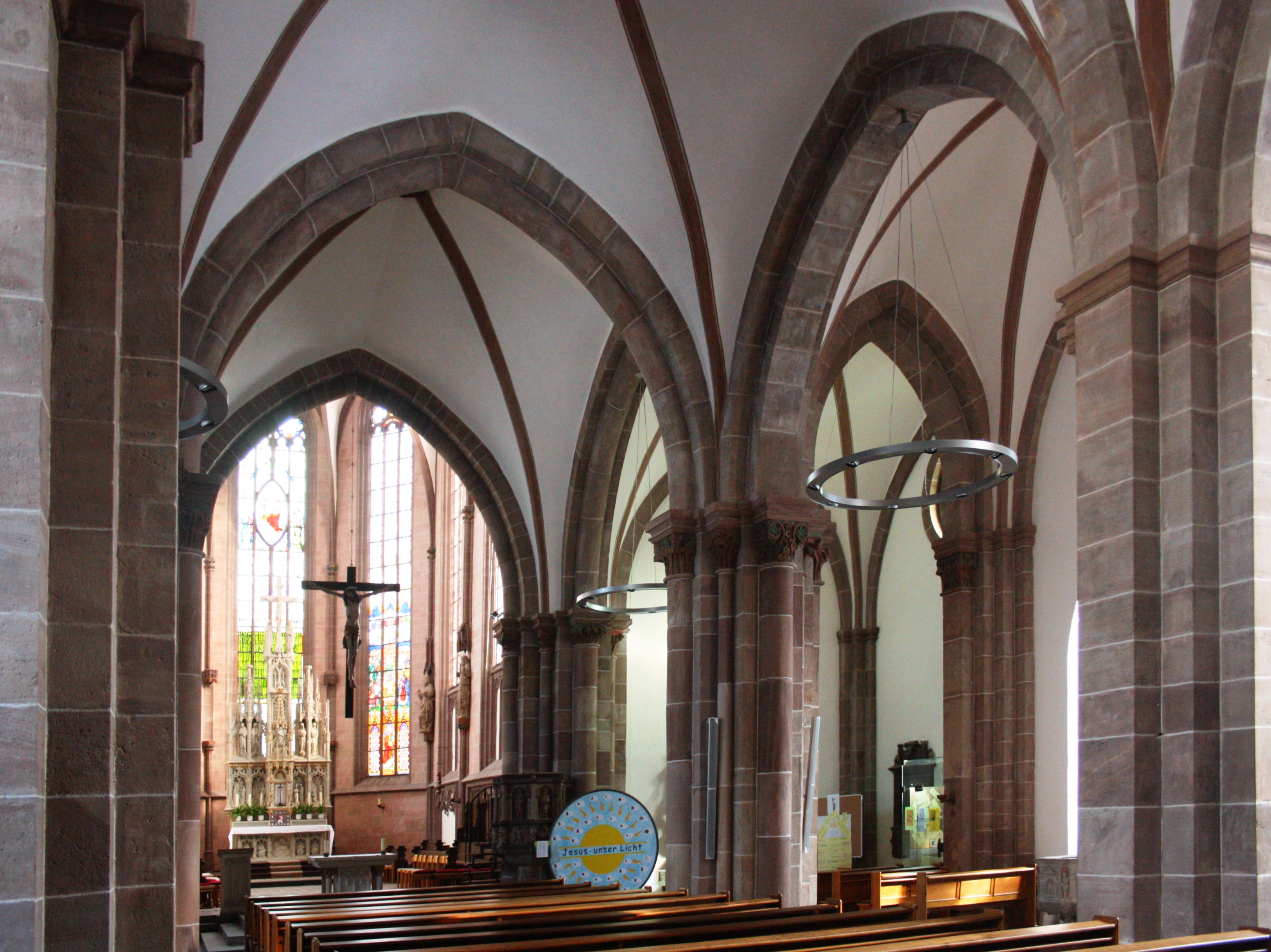
Das Mittelschiff mit Blick in den hochgotischen Chorraum

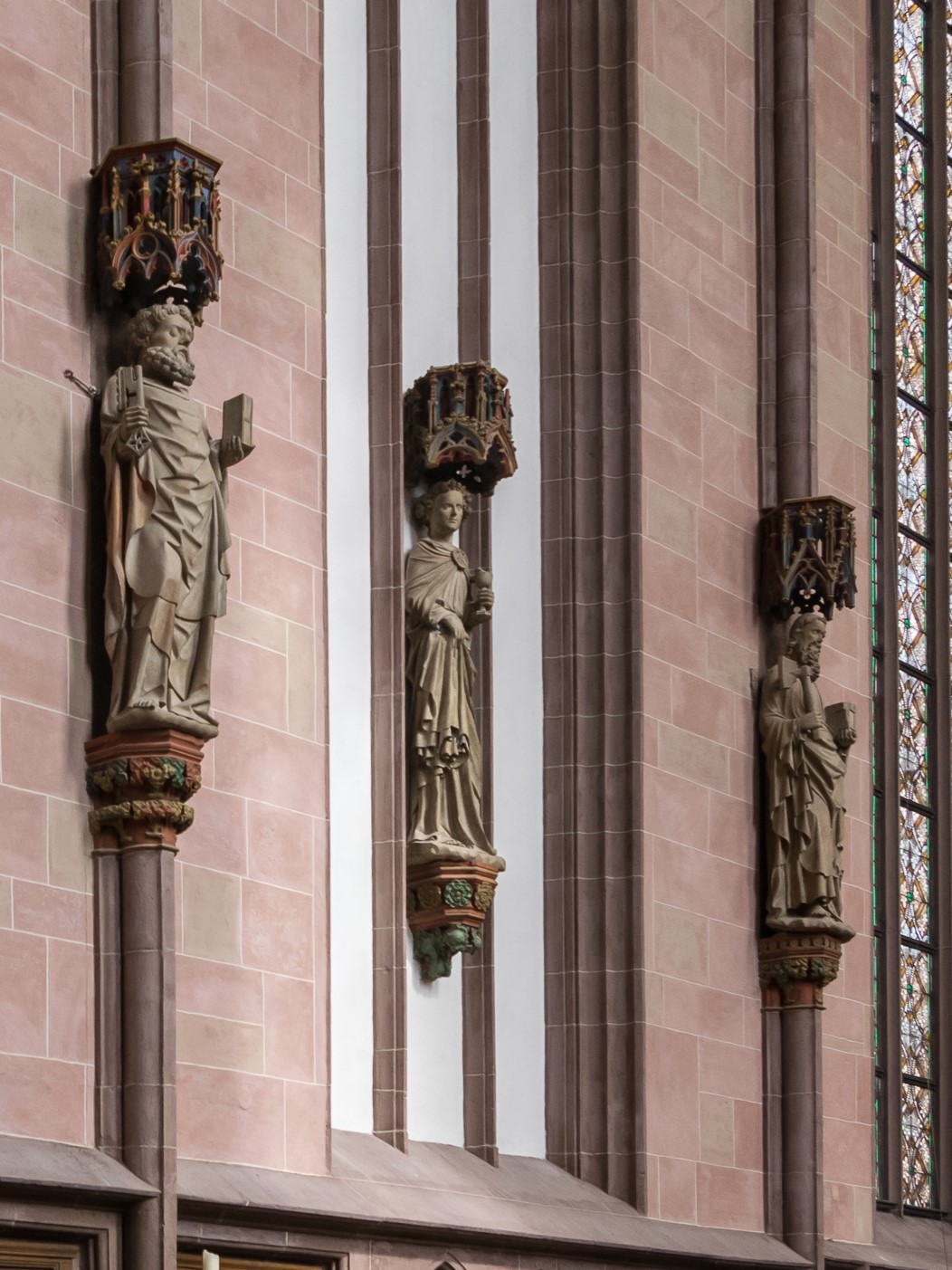
Figurenzyklus im Chor mit Petrus, Johannes (Evangelist) und Matthias

Der heutige Chorraum liegt drei Stufen höher als das Hauptschiff, hat eine Länge von zwei Jochen mit einem anschließenden Fünfachtelschluss und fast die doppelte Höhe des Hauptschiffes. Er ist ausschließlich aus Werksandstein hergestellt. Die Wandflächen enthalten hohe, drei- bis vierbahnige Maßwerkfenster und sind von außen durch hohe Strebepfeiler verstärkt. Die Gewölberippen sind durch Wandvorlagen hinuntergeführt und werden durch Baldachine, Statuen und Konsolen unterbrochen. Nach einer Inschrift am äußeren Chorschluss wurde dieser um 1366 gegründet. Wie offene Mauerverzahnungen außen und die nicht fertiggestellten Bündelpfeiler am Übergang zum Hauptschiff zeigen, sollte dem Chor offenbar auch eine hochgotische Erneuerung des Langhauses folgen. Nördlich des neuen Chores schließt sich eine zweijochige ehemalige Sakristei an, so dass die Chorfenster an der Seite nur als Blenden ausgeführt sind.
Am südlichen Langhaus befindet sich eine Seitenkapelle, die 1450 durch unter dem Pfarrer Arnold Pistor erbaut wurde. An der entsprechenden nördlichen Seite besteht eine weitere, hier aber zweijochige spätgotische Seitenkapelle. Beide sind durch große, nachträglich eingebrochene Bogenöffnungen mit dem Kirchenraum verbunden.

## Geschichte

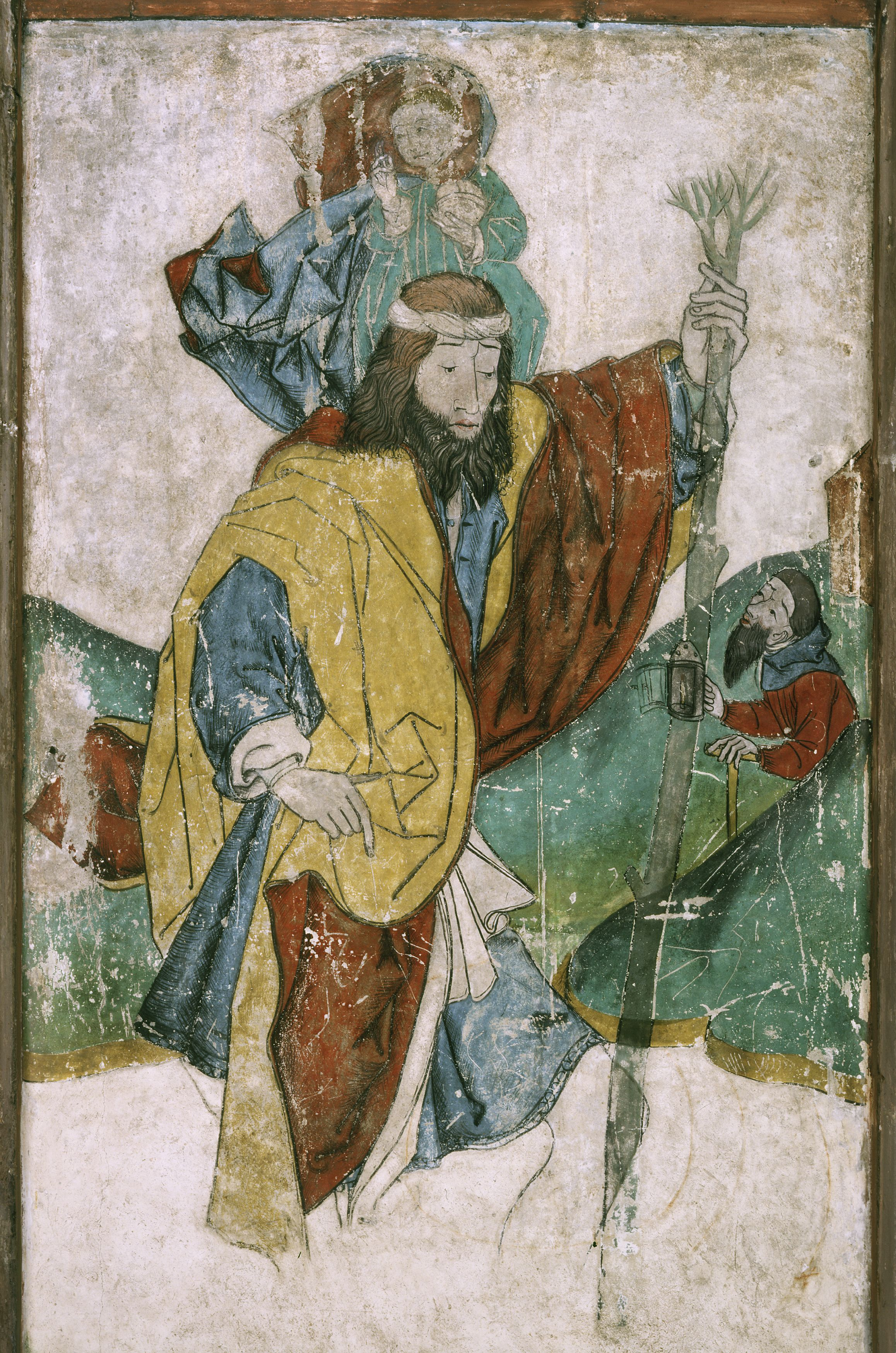
Christophorus-Fresco im Chorraum, um 1400

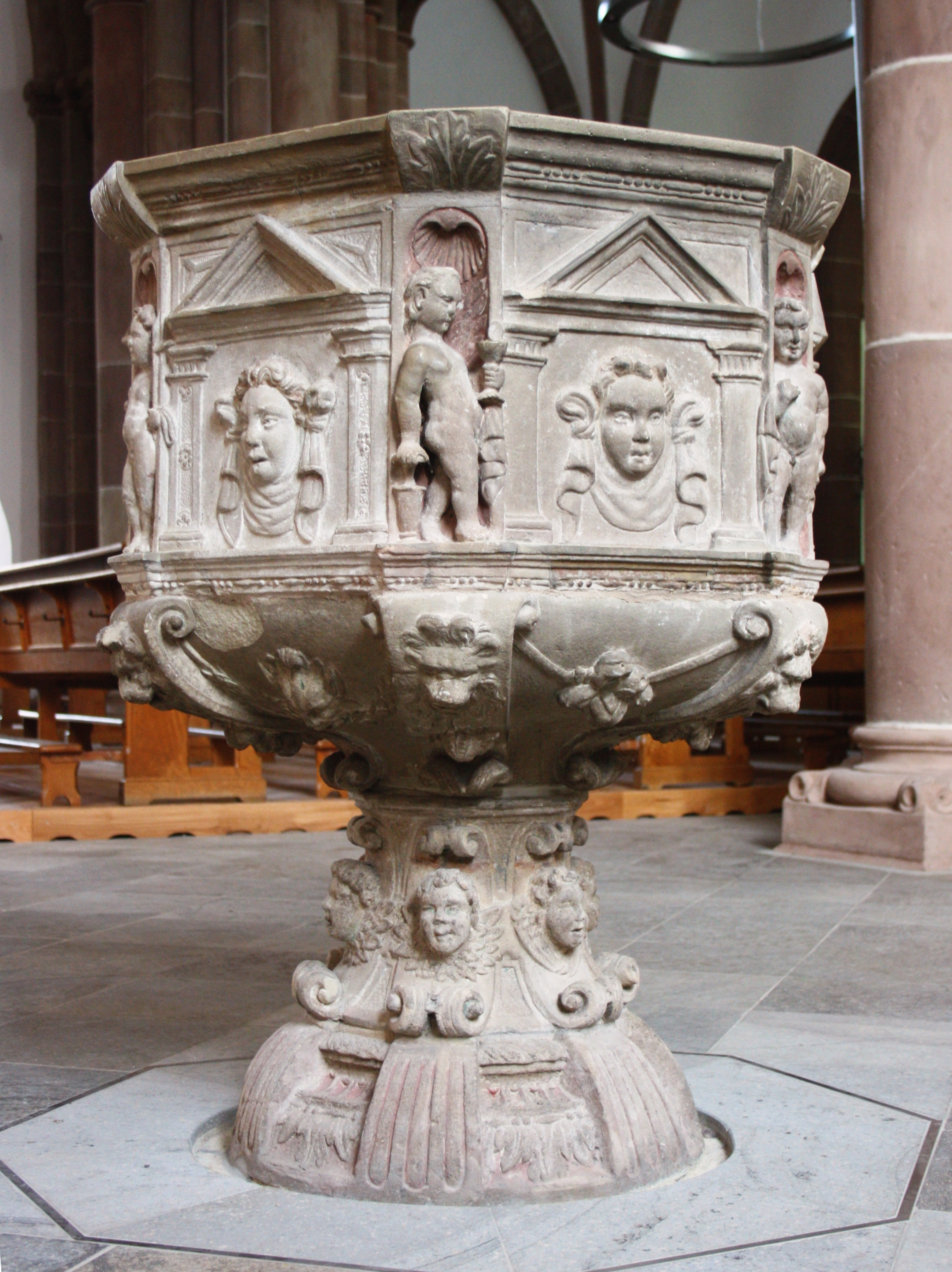
Taufstein von 1598 in der rechten Seitenkapelle

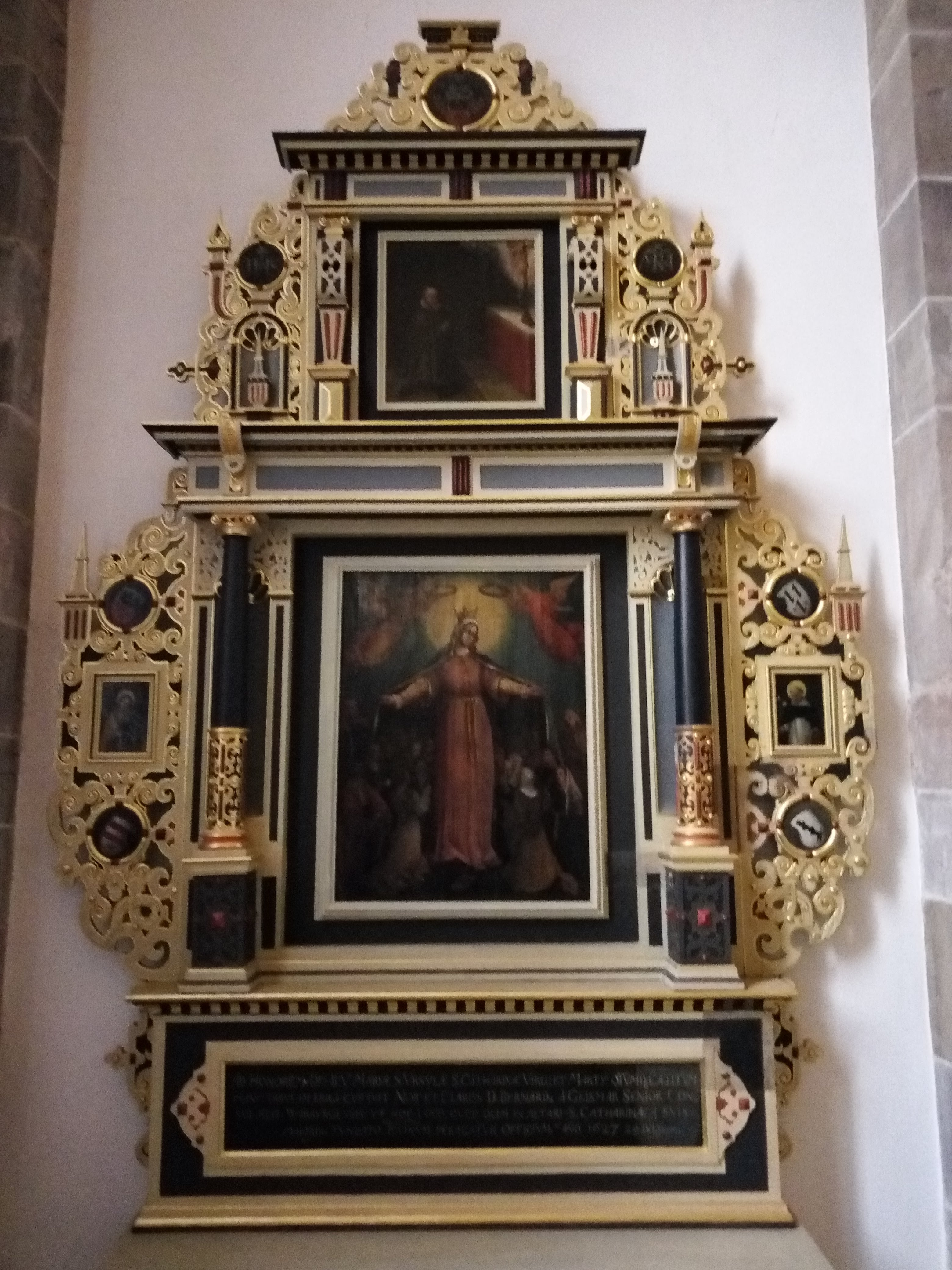
Der Geismar-Altar von 1627

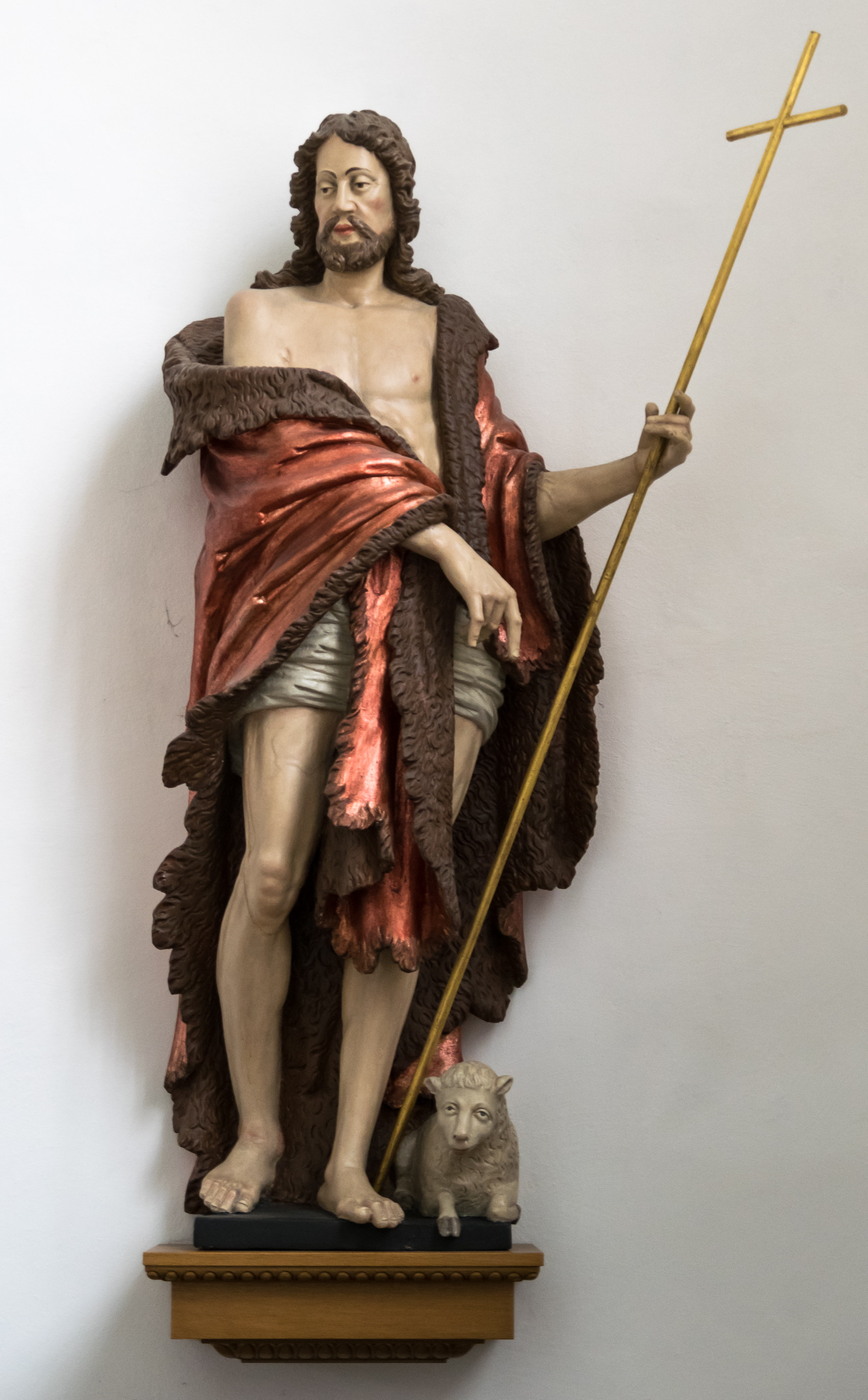
Der auferstandene Christus

Die Entstehung der Kirche erfolgte im Zusammenhang mit der ebenfalls in der ersten Hälfte des 13. Jahrhunderts gegründeten Warburger Neustadt. Eine lippische Rose im zweiten Mittelschiffsjoch des Langhauses verweist auf eine Entstehungszeit der Kirche während der Amtszeit des Paderborner Bischofs Bernhard IV. zur Lippe, also zwischen 1228 und 1247. Zahlreiche Baudetails wie die frühgotischen Bündelpfeiler ähneln denen des ebenfalls überwiegend im 13. Jahrhundert entstandenen Paderborner Doms. 1250 muss die Kirche weitgehend vollendet gewesen sein, denn in dem Jahr wurde der erste Pfarrer, Menfridus als Plebanus (Pfarrer) Novi oppidi Warburg, genannt. Die späteren Pfarrer nannten sich meist Kerckherr.
1348 bis 1351 wurde auch das Hochstift Paderborn von der großen Pestepidemie heimgesucht. Während einerseits ganze Dörfer des Umlandes und auch einige Hausgemeinschaften in der Stadt ausstarben, gelang es andererseits einigen Familien der Warburger Neustadt, durch Erwerb leerer Häuser im Stadtgebiet und brachliegender Flächen im Umland ihre Macht weiter auszubauen, was die Entwicklung eines adeligen Stadtpatriziats begünstigte. Zu den führenden und als Kaufleute überregional tätigen Familien mit Landbesitz gehörten die von Geismar, aus der der Bürgermeister Johannes von Geismar bereits 1314 einen Altar mit einer Kaplanstelle in der Neustadt gestiftet hatte, zudem die von Hiddessen, von Windelen, von Geyr und andere. Sie stifteten ebenfalls Teile ihres Vermögens für Benefizien, mit denen Stellen für Kaplane und Vikare begründet, Familienmitglieder versorgt und Einfluss genommen wurde.
Der sich so rekrutierende Klerus wuchs schließlich auf 24 Personen an. Um für ihn Platz zu schaffen, wurde am 19. Mai 1366 mit dem Bau eines neuen Chores begonnen, der auch Anfang eines Kirchenneubaus werden sollte. Fürstbischof war zu der Zeit Heinrich von Spiegel zum Desenberg. Der Bau wurde jedoch durch erneute Epidemien und Fehden mehrfach unterbrochen und blieb unvollendet. Dennoch wurde die Neustädter Kirche so zur größten und wichtigsten aller Kirchen im Warburger Land.
1390 bis 1400 wirkte Bernhard Vogt alias dictus Mulo als Pfarrer. Während seiner Amtszeit wurde 1396 in Zusammenhang mit einer Baurechnung ein Hermanne van dem Dtonen als Dekan erwähnt. Später waren bis in die jüngste Zeit viele Pfarrer der Neustadt gleichzeitig Dekan bzw. Dechanten und hatte damit die Aufsicht über die kleineren Kirchengemeinden des Raumes, so 1446 Johannes Konrad Gronen, 1515 Johann Werneken, 1522 Johann Beckmann, 1540 Jodokus Beckmann, 1617 Martin Forsterus, 1871 Wilhelm Gerken und 1892 Eduard Degenhardt.
1586 hielt auch in der Warburger Neustadtkirche die Reformation Eingang, indem der Neustädter Pfarrer Thomas Volsuet sich zur Lehre Calvins bekannte, heiratete und 1588 für seine Familie ein noch bestehendes Haus in der Sternstraße ausbaute. Jedoch schon nach wenigen Jahren machte der Bürgermeister Herbold von Geismar mit Hilfe von Paderborner Jesuiten der Reformation ein Ende und stiftete am 21. Oktober 1591 gemeinsam mit dem Stadtrat zur Vermeidung von Unruhen die Warburger Schützengesellschaft.
Der Dreißigjährige Krieg führte zum wirtschaftlichen Niedergang der Stadt und damit auch der Kirchengemeinde. 1622 wurde Warburgs Umgebung durch die Truppen des tollen Christian geplündert und zerstört, wodurch auch die Einnahmen der Kirche erheblich zurückgingen. Es folgten Einquartierungen, Kontributionen, Geiselnahmen und Erpressungen auf beiden Seiten. 1632 und 1636 musste fast der gesamte Kirchenschatz abgegeben werden. Der Wiederaufbau vollzog sich nur langsam. 1719 ließ der Pfarrer Jakob Rose durch den damals erst 24-jährigen Johann Conrad Schlaun einen neuen barocken Hochaltar anfertigen. 1730 wurde der nach einigen Blitzeinschlägen und Verwitterungen baufällig gewordene Turmspitze nach Planung von Franz Christoph Nagel erneuert. Die neue und in der Höhe reduzierte Haube bestand nach Paderborner Vorbild aus zwei sich kreuzenden Giebeldächern, in deren Mitte ein achteckiger Dachreiter mit einem barocken Dach angeordnet wurde.
Zum Besitz der Kirche gehörte ein großes Pastorat mit Nebengebäuden und einem dahinterliegenden Steinwerk östlich der Kirche sowie eine Kaplanei gegenüber dem Südportal, deren Umrisse im Urkataster von 1831/1834 verzeichnet sind. 1838–39 wurde das Pfarrhaus auf Anregung von Pfarrer Willmes durch die Stadt als Baulastträger durch einen klassizistischen Neubau mit einer Fassade aus hölzernen Quaderimitationen erneuert.
In der zweiten Hälfte des 19. Jahrhunderts erfolgten erneut mehrere Renovierungen, die nun die Wiederherstellung eines ideellen gotischen Zustandes zum Ziele hatten. 1865–66 wurden die meisten Nebenältäre entfernt. Ab 1882 wurde auch der Schlaun-Altar beseitigt und es entstand nach Planung von Heinrich Wiethase ein neugotischer Hochaltar, der wieder einen Blick auf die mit neuen Glasmalereien versehenen Hauptfenster des Chores zuließ. 1892 erfolgte die Erneuerung der Kaplanei durch den Kölner Architekten Eduard Endler. 1901 erhielt der Turm wieder eine spitze Dachhaube mit einer Kupfereindeckung und es wurde südlich des Chors eine Sakristei angebaut. 1907 wurden dem Turm und dem Chor neugotische Maßwerkgalerien und Fialen zugefügt.
In der NS-Zeit wurden auch in Warburg kirchliche Vereine und Einrichtungen aufgelöst, die Räume beschlagnahmt und die Vermögen beschlagnahmt. Während des Zweiten Weltkriegs wurde 1942 der Kirchturm gegen den Widerstand des Dechanten Wilhelm Kramer konfisziert, um dort einen Beobachtungsraum mit Fernsprecher einzurichten. Im Juni 1942 wurden die drei größten und zum Teil aus dem 17. und 18. Jahrhundert stammenden Glocken zerschlagen und als „Kriegstribut“ abtransportiert. Der Dechant wurde 15 Mal von der Gestapo verhört, konnte aber im Amt bleiben. Am Karsamstag, den 31. März 1945, kam es zu einem Schusswechsel zwischen der Kirchturmbesatzung und den einmarschierenden Amerikaners, die zu Beschädigungen am Turm führten. Die Amerikaner übernahmen die Macht in Warburg und folgten Kramers Vorschlag, den Kaufmann Robert Peters und den Verwaltungsinspektor Franz König als neue Bürgermeister zu bestellen. Der folgende Ostersonntag wurde auch als Triumph über das NS-Regime gefeiert.
Weihnachten 1948 wurde ein neues Geläut aus fünf Glocken und eine aus dem alten Glockenstuhl geschnitzte Weihnachtskrippe eingeweiht.
In den 1960er Jahren wurde viel Kirchenland im Stadtkern, auf der Hüffert und jenseits der Diemel für den Bau von Wohnbauflächen verkauft. Das führte auch zu Abbrüchen denkmalwerter Gebäude: Das ehemalige Charvin-Stift, Unterstraße 12, in dem der Neustädter Kindergarten untergebracht war, wurde zugunsten eines Sparkassenneubaus abgebrochen. Das klassizistische Pfarrhaus wurde durch einen Neubau ersetzt.
Zur Klärung der Frage, wer für die Kosten der immer wieder erforderlichen Renovierungen der Kirche und ihrem auch zivil genutzten Turm aufzukommen hat, wurde nach einem 33 Jahre dauernden „Baulastprozess“ die Stadt 1985 durch höchstrichterliche Instanz verpflichtet, die Baukosten zu übernehmen.
Kirchenaustritte und Priestermangel führten schließlich zu einem starken Rückgang der Pfarrstellen der Umgebung, so dass 2006 schließlich das Dekanat Warburg mit dem Dekanat Brakel und dem Dekanat Höxter fusionierte, dessen Gebiet dem des Kreises Höxter entspricht.
2006 wurde im Rahmen einer Innenrenovierung u. a. ein gut erhaltenes Fresco mit einer Darstellung des Hl. Christophorus entdeckt.
2021 wurde die Kirche zur Eindämmung der COVID-19-Pandemie auch als Impfzentrum genutzt.

## Ausstattung
- Figurenzyklus mit Christus, Maria und den Aposteln Johannes, Judas Thaddäus, Simon Zelotes, Jakobus dem Älteren und Petrus vom Ende des 13. bis Mitte 14. Jh. im hohen Chor. Insbesondere die um 1380 entstandene Johannesfigur gilt als ein gutes Beispiel für den hochgotischen „schönen Stil“ und wurde 1978 für die große Parler-Ausstellung in Köln ausgeliehen.[8]
- Ölberggruppe aus Sandstein von ca. 1420,
- Chorgestühl aus Eichenholz, zum Teil aus dem 15. Jh.
- Pietà aus dem 14. Jh. in einer Figurennische im Nordarm des Querhauses
- spätgotisches Triumphkreuz aus der Zeit um 1500 über dem Zelebrationsaltar
- Schmerzensmann vom Anfang des 16. Jh.
- Taufstein von 1598, sechseckig
- Epitaph von 1603 der Familie Hermann von Hiddessen
- Renaissancekanzel von 1611 mit figürlichen Darstellungen Johannes des Täufers, der Evangelisten und der vier Kirchenväter
- Seitenaltar von 1627 in der Südkapelle, mit Abbildung des Stifters Bernhard von Geismar
- Barocke Figurengruppe in der rechten Seitenkapelle mit Jesus und Johannes dem Täufer aus dem ehemaligen von Johann Conrad Schlaun entworfenen Hochaltar von 1719

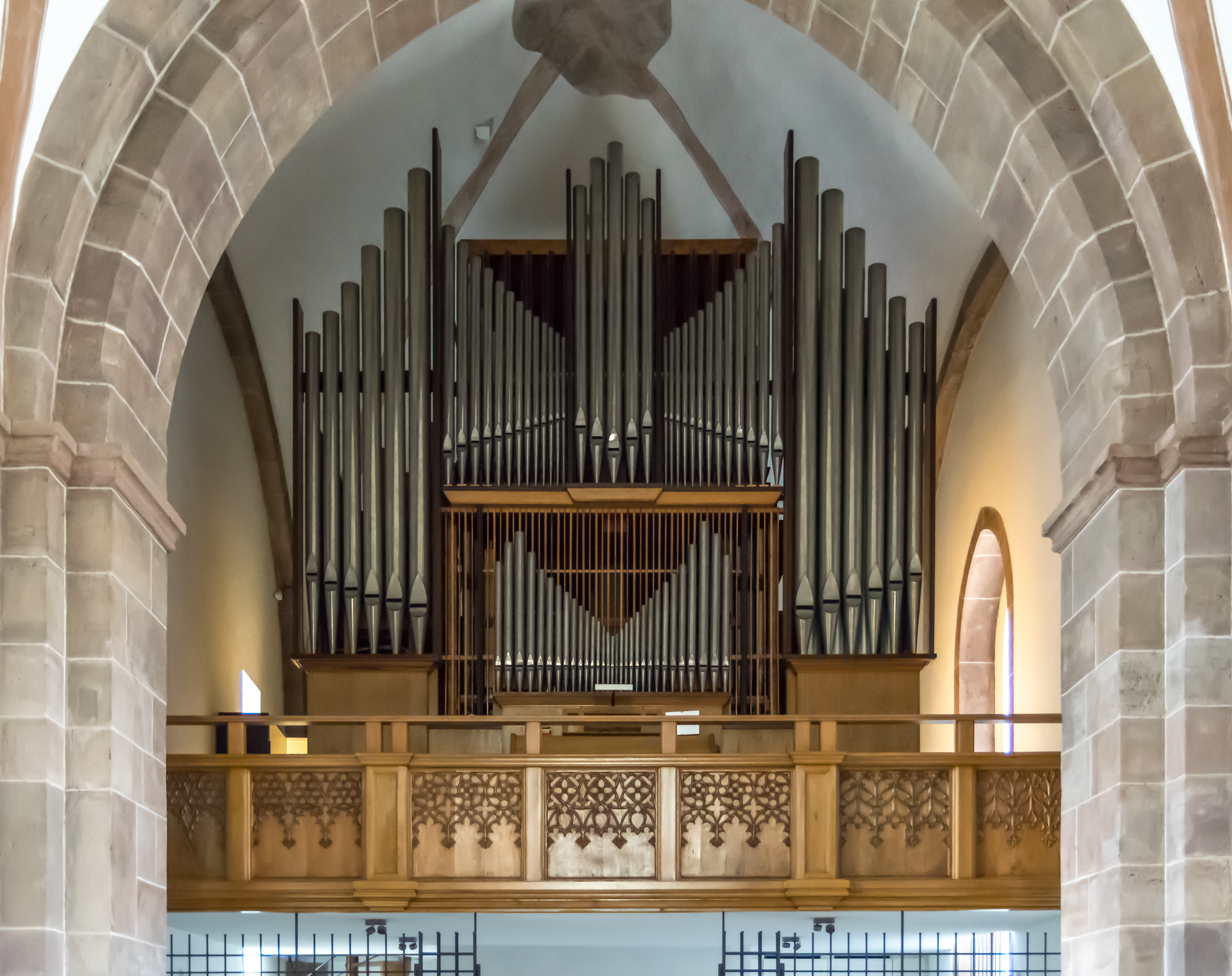
Orgel in St. Johannes

- Neugotischer Hochaltar von 1882

## Orgel
Die 1958 erbaute Kegelladen-Orgel der Gebrüder Stockmann aus Werl umfasst insgesamt 2.712 Pfeifen, 41 Register, drei Manuale und ein Pedalwerk. Sie wurde 2010 durch die Firma Orgelbau Simon renoviert.

## Liste der Pfarrer seit 1792
- 1792–1820: Pastor Bernhard Kröger (1755–1820)
- 1820–1829: Pastor Peter Ignaz Böttrich († 1829)
- 1831–1836: Anton Viktor Austrup
- 1836–1857: Pfarrer Kaspar Georg Willmes (1782–1866)
- 1857–1887: Pfarrer und ab 1871 auch Landdechant Wilhelm Gerken (1819–1887)
- 1888–1904: Pfarrer und ab 1892 auch Landdechant Eduard Degenhard (1837–1904)
- 1904–1914: Dechant Anton Kemper (1850–1914)
- 1915–1941: Geistlicher Rat und Dechant Heinrich Hermesmeyer (1866–1941)
- 1941–1954: Dechant und Ehrendechant Wilhelm Kramer (1889–1954)
- 1955–1981: Dechant Dr. Ludger Kruse (1909–1991)
- 1982–2012: Heinz Eickhoff (1941–2016)
- 2013 – heute: Dechant Gerhard Pieper